# Südafrikanischer Kirchenrat
Der Südafrikanische Kirchenrat (englisch South African Council of Churches, kurz SACC) ist die Dachorganisation zahlreicher christlicher Kirchen Südafrikas. Er vertritt rund die Hälfte der Christen des Landes. In der Vergangenheit war er gegen die Apartheid eingestellt, heute steht er dem regierenden African National Congress (ANC) gelegentlich kritisch gegenüber. Zu seinen Generalsekretären zählten Desmond Tutu und Beyers Naudé. Apartheid-freundliche Kirchen wie die Dutch Reformed Church waren nicht im SACC vertreten, wurden aber nach dem Ende der Apartheid aufgenommen.  

## Struktur
Der Südafrikanische Kirchenrat wird von einer Nationalkonferenz geleitet, die alle drei Jahre zusammentritt. Die Beschlüsse der Nationalkonferenz werden von einem Zentralkomitee umgesetzt, dass sich jährlich trifft und vom Präsidenten oder dem Vizepräsidenten des SACC geleitet wird. Das Zentralkomitee wählt ein Exekutivkomitee, das mindestens vier Mal jährlich tagt. Neben dem Präsidenten und den zwei Vizepräsidenten wird ein Generalsekretär gewählt. Der SACC residiert im Khotso House (Friedenshaus) in Johannesburg. Zusätzlich werden in den südafrikanischen Provinzen Vertreter des SACC gewählt. Die Provinzen Nordkap und Nordwest haben eine gemeinsame Verwaltung. 2018 gehören dem SACC 36 Mitgliedskirchen an, darunter die römisch-katholische Kirche in Südafrika. Zum SACC gehören das South African Council of Churches Youth Forum (SACCYF) für junge Christen sowie die SACC Women Ecumenical Conference (etwa: SACC Ökumenische Frauenkonferenz). Der SACC meldet sich häufig bei politischen Themen zu Wort, etwa bei der Armuts- und AIDS-Bekämpfung. 
Der SACC ist seinerseits Mitglied der National Church Leaders’ Consultation (etwa: Gremium der nationalen Kirchenführer), die auch die Interessen weiterer Kirchen vertritt.

## Geschichte
1904 wurde die General Missionary Conference (etwa: Allgemeine Missionskonferenz) gegründet; 1936 wurde sie durch das Christian Council of South Africa (CCSA) ersetzt. Am 28. Mai 1968 wurde schließlich daraus der SACC. Er wurde lange Zeit von Apartheidgegnern geführt und äußerte sich immer wieder kritisch zur Regierungspolitik. Bereits 1971 wurde mit Abel Habelgaarn ein Schwarzer Präsident des SACC. 1988 wurde das Khotso House durch einen Bombenanschlag zerstört. Die Wahrheits- und Versöhnungskommission (TRC) fand später heraus, dass der damalige Staatspräsident Pieter Willem Botha selbst die Bombardierung befohlen hatte. Der damalige Justizminister Adriaan Vlok und zahlreiche hochrangige Polizeioffiziere wurden von der TRC amnestiert. Die Bombe war von Eugene de Kock gelegt worden, dem damaligen Kommandanten der geheimen Polizeieinheit Vlakplaas.
1994 war Brigalia Bam die erste Frau an der Spitze des SACC.
Die gegenwärtige ANC-Regierung wird gelegentlich ebenfalls vom SACC kritisiert, etwa für die Inaktivität, die der ANC 2009 bei Attacken auf eine illegale Siedlung an der Kennedy Road in Durban einnahm. 2017 kritisierte der SACC die Regierung unter Jacob Zuma erneut und gab an, dass Südafrika zu einem failed state werden könnte. Sein Generalsekretär Malusi Mpumlwana missbilligte die Regierungspolitik als eine Form der Besitzergreifung staatlicher Ressourcen durch die gegenwärtige „Machtelite“ im Umfeld von Präsident Zuma. Seiner Auffassung nach hätte die Regierung inzwischen ihre „moralische Legitimität“ verloren und im Land „organisiertes Chaos“ erzeugt. Der Kirchenrat beruft sich in seinem kritischen Urteil über die allgemeinen gesellschaftlichen Verhältnisse in Südafrika auf eine eigene Positionsbestimmung aus dem Jahre 2015, die eine biblische Bezugnahme im Brief des Paulus an die Galater zur Basis hat und die konkrete Textstelle Gal 6,2  betrifft.

## Präsidenten des SACC

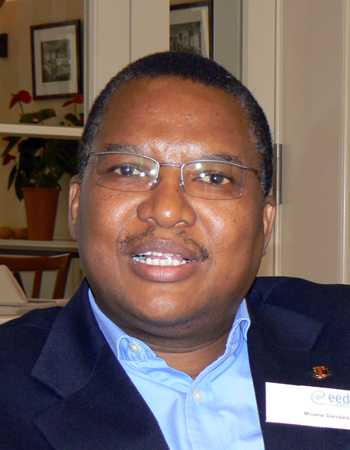
Mvume Dandala

- 1968–1971: Erzbischof Robert Selby Taylor (Church of the Province of South Africa)
- 1971–1974: Reverend Abel W. Habelgaarn (Moravian Church)
- 1974–1977: Reverend John Thorne (United Congregational Church of Southern Africa)
- 1977–1980: Reverend SPE Sam Buti (Reformed Church in Africa)
- 1980–1983: Bischof Peter Storey (Methodist Church of Southern Africa)
- 1983–1990: Manas Buthelezi (Evangelical Lutheran Church in Southern Africa)
- 1993: Rt. Reverend Khoza Mgojo (Methodist Church of Southern Africa)
- 1995: Bischof Sigqibo Dwane (Order of Ethiopia)
- 1998–2001: Mvume Dandala (Methodist Church of Southern Africa)
- 2005: Russel Botman (United Reformed Church)
- 2005–2010: Tinyiko Sam Maluleke (Evangelical Presbyterian Church)
- 2010–2014: Reverend Johannes Thomas Seoka (Anglican Church of Southern Africa)[9]
- seit 2014: Ziphozihle Siwa (Methodist Church of Southern Africa)

## Generalsekretäre des SACC

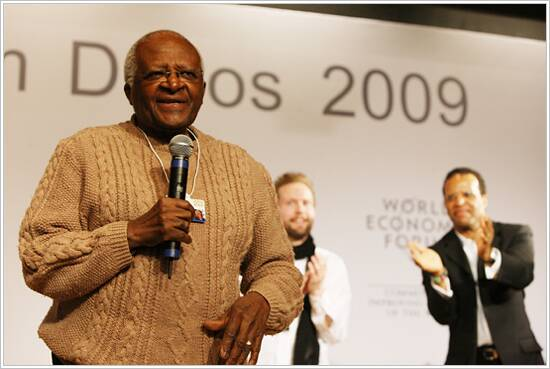
Desmond Tutu

- 1968–1970: Erzbischof Bill Burnett (Church of the Province of South Africa)
- 1970–1977: John Rees (Methodist Church of Southern Africa)
- 1977: John Thorne (United Congregational Church)
- 1978–1984: Erzbischof Desmond Tutu (Church of the Province of South Africa)
- 1984–1987: Christiaan Frederick Beyers Naudé
- 1987–1994: Frank Chikane (Apostolic Faith Mission)[10]
- 1994–1997: Brigalia Bam (Church of the Province of South Africa)
- 1997–2000: Charity Majiza (Presbyterian Church)
- 2001–2006: Molefe Tsele (Evangelical Lutheran Church in Southern Africa)
- 2007–2010: Edwin Makue (Uniting Reformed Church in Southern Africa)
- 2011–2015: Mautji Pataki (Uniting Presbyterian Church in Southern Africa)[9]
- seit 2015: Bischof Malusi Mpumlwana (Ethiopian Episcopal Church)